# Шехір-хастанесі (станція метро)
41°06′12″ пн. ш. 28°46′39″ сх. д. / 41.10326848359° пн. ш. 28.777502958917° сх. д.
Шехір-хастанесі (тур. Şehir Hastanesi) — станція лінії М3 Стамбульського метрополітену. 
Відкрита 8 квітня 2023
Пересадки
- Автобуси: 36F, 78E, 78F, 78Ş, 79B, 79E, 79F, 79FY, 79GE, 79KM, 79KT, 79T, 146BA, 146F, HS1, HS2, MK1, MK2, MK22, MR50
- Маршрутки: 
  - Кючюкчекмедже - Каяшехір,
  - Топкапи - Каяшехір,
  - Шириневлер - Каяшехір,
  - Отогар - Каяшехір,
  - Сефакьой - Каяшехір

Конструкція станції — колонна станція глибокого закладення з острівною платформою 
Розташована — під Олімпійським бульваром, мікрорайон Башакшехір, Башакшехір, вихід до Башакшехірської лікарні